# Chiesa di San Lorenzo a Lattaia
La chiesa di San Lorenzo a Lattaia era un edificio religioso situato nel comune di Roccastrada. La sua ubicazione era nella parte meridionale del territorio comunale, nell'area tra la fattoria di Lattaia e la fattoria di Monte Lattaia.
Di origini medievali, la chiesa era inizialmente suffraganea della pieve di San Biagio a Lattaia; la sua esistenza è storicamente provata a partire dal 1140, anno in cui è citata in una bolla papale. In seguito l'edificio religioso entrò a far parte dei beni dei monaci della non lontana abbazia di San Salvatore a Giugnano, venendo poi ceduta nel corso del Duecento all'abbazia di San Galgano assieme alla struttura monastica roccastradina. Una volta entrato in orbita senese, il luogo di culto si ritrovò di fatto molto decentrato, sia dall'abbazia da cui era andato a dipendere che dalla città stessa; ne conseguì un inevitabile graduale abbandono che ne determinò la scomparsa.
Della chiesa di San Lorenzo a Lattaia, di cui sono state completamente perse le tracce già in epoca remota, è stata al momento identificata con molta approssimazione l'area in cui era ubicata, che doveva essere tra la fattoria di Lattaia e quella di Monte Lattaia.